# Жълто-зелен полупръст гекон
Жълто-зелените полупръсти гекони (Hemidactylus flaviviridis), наричани също Рюпелови листопръсти гекони, са вид дребни влечуги от семейство Геконови (Gekkonidae).
Разпространени са в скалисти местности в Южна и Югозападна Азия, както и по североизточното крайбрежие на Африка. Достигат маса от 18 грама и дължина на тялото с опашката 18 сантиметра и са активни главно през нощта.